# Bavaria Football & Cricket Club
Bavaria Football & Cricket Club es un club deportivo de Gibraltar fundado en 2008 que se dedica principalmente al críquet, fútbol sala y netball.
El 29 de octubre de 2018, el club anunció la adquisición de Blues Stars, un club de baloncesto.

## Historia
El club fue fundado en 2008 por Tim Azopardi y Jamie Bosio y cuatro amigos más en la Oficina de Historia de Bayside. Desde sus inicios ha visto una transición paulatina, desde que era un club de críquet de verano hasta convertirse en un club establecido que participa en las ligas locales críquet, a nivel mayor y juvenil, en las ligas de futsal y netball.
En 2016, el club inicio oficialmente sus actividades en el fútbol sala al inscribir un equipo en la División 4 de Gibraltar para la temporada 2016-17. Al año siguiente inscribió un equipo de netball para jugar la Segunda División de Netball de Gibraltar en la temporada 2017-18, con lo cual emprendía actividades en un tercer deporte.

## Críquet

### Historia
Participó en la Segunda División de Críquet de Gibraltar por primera vez en la temporada 2009. Tras tres años de creación, en el 2011 ganó la Segunda División, y logró ascender a la Primera División de Críquet de Gibraltar. Luego de dos temporadas en la máxima categoría, logró proclamarse campeón de esta en el 2013. Adicionalmente, en 2015 se coronó campeón de la Copa de Gibraltar.

#### 2016
En 2016 jugó la final de la Copa de Gibraltar frente a Bet 365, la cual terminó perdiendo por 59 carreras de diferencia.

#### 2017
Empezó su participación en la Primera División de Críquet 2017 con una victoria frente a Sovereign Rugby. luego venció a  Bet 365, perdió contra Tarik. Su partido contra Trafalgar Pirates fue suspendido. empezó la segunda ronda venciendo a Sovereign Rugby, luego no enfrentó a Bet 365 pues este se retiró al ser incapaz de completar un equipo. Volvió a perder frente a Tarik.
En la Copa de Gibraltar, enfrentó a Tarik en las semifinales y fue eliminado.

### Resumen general de las temporadas
| Temporada | Primera División | Segunda División | Copa de Gibraltar |
| --------- | ---------------- | ---------------- | ----------------- |
| 2011      |                  | Campeón          |                   |
| 2013      | Campeón          |                  |                   |
| 2015      |                  |                  | Campeón           |
| 2016      |                  |                  | Finalista         |
| 2017      |                  |                  | Semifinalista     |

### Palmarés
| Torneo                              | Títulos | Subcampeonatos | Años en los que fue campeón | Años en los que fue subcampeón |
| ----------------------------------- | ------- | -------------- | --------------------------- | ------------------------------ |
| Primera División (Midweek League 1) | 1       | 0              | 2013                        |                                |
| Segunda División (Midweek League 2) | 1       | 0              | 2011                        |                                |
| Copa de Gibraltar (Midweek Cup)     | 1       | 1              | 2015                        | 2016                           |

## Fútbol sala

### Historia
En 2016 el club decidió crear una sección dedicada al fútbol sala, para participar en el Liga de fútbol sala de Gibraltar. El 16 de septiembre de 2016, antes del inicio de la temporada 2016-17, el equipo jugó un partido amistoso frente a Sporting Gibraltar, el cual fue su primer partido de su historia. El partido terminó en derrota par Los Rosados por 4–5. El primer gol en la historia del fútbol sala de Bavaria fue marcado por Dylan Casciaro. Luego del primer partido, ambos equipos volvieron a jugar el 24 de septiembre un encuentro que terminó empatado 4–4. Luego el 28 de septiembre jugó un tercer amistoso frente a Leo Bastion, el cual ganó por 8–3.

#### Temporada inaugural (2016-17)
Inició la temporada 2016-17 en la División 4 de Gibraltar. Jugó su primer partido de fútbol sala de manera oficial el domingo 2 de octubre de 2016 frente a Blands Group International, ese partido terminó en victoria para The Pinks por 4–3; el primero gol en la historia del equipo fue marcado por Dylan Casiaro.
El 7 de diciembre de 2016 jugó un amistoso entre-temporada contra Gibraltar Phoenix el cual terminó perdiendo por 4–10. Este fue su  primer partido frente a un equipo de División 1.
Al final de la temporada, luego de vencer por 8–3 a Sporting Gibraltar, el club aseguró el 2.º lugar y consiguió ascender a la División 2 —tras una reestructuración de las ligas en Gibraltar, 6 equipos de División 3 y 2 de División 4 ascendieron a la División 2—.
Por otro lado, en la Futsal Rock Cup el club fue eliminado en primera ronda al perder por 13–2, el 7 de enero de 2017, contra los eventuales campeones Glacis United. El primer gol del club en la Futsal Rock Cup fue marcado por Ian Latin.
Además, se coronó campeón de la Copa de la División 4 luego de vencer, el 11 de junio, por 4–3 a South United en la final. Su primer partido lo jugó frente a Maccabi B, en la primera ronda, el 8 de enero de 2017, y fue una victoria por 7–0. El primer gol en este torneo fue marcado por James Noguera.
 

El primer equipo de fútbol sala estuvo integrado por 14 jugadores, 11 de nacionalidad gibraltareña y dos ingleses. A mitad de temporada, los jugadores ingleses dejaron el club y en su lugar se sumaron dos jugadores gibraltareños más.
| Jugadores de la temporada 2016-17 | Jugadores de la temporada 2016-17 | Jugadores de la temporada 2016-17 | Jugadores de la temporada 2016-17 | Jugadores de la temporada 2016-17 | Jugadores de la temporada 2016-17 |
| --- | --------------------------------- | --------------------------------- | --------------------------------- | --------------------------------- | --------------------------------- |
| Se muestra con (s) —y tachados— a los jugadores que salieron a mitad de temporada, y con (e) a los que entraron al equipo a mitad de temporada. |                                   |                                   |                                   |                                   |                                   |
| N.º | Jugador                           | N.º                               | Jugador                           | N.º                               | Jugador                           |
| 1 | Frank Warwick (Portero)           | 8                                 | Chris Remorino                    | 15                                | Kyle Moreno                       |
| 3 | Matt Myhill (s)                   | 9                                 | Iain Latin                        |                                   | Karl Balestrino                   |
| 4 | Mark Gomez (s)                    | 10                                | Eric Casciaro                     |                                   | Jamie Walker (e)                  |
| 5 | Jaylan Desoiza                    | 11                                | Daniel Pitaluga                   |                                   | Karl Parody (e)                   |
| 6 | Roy Balestrino                    | 13                                | Craig Gillingwater                |                                   |                                   |
| 7 | Dylan Casciaro                    | 14                                | James Noguera                     |                                   |                                   |
| Entrenador | Entrenador                        | Jordan Montado                    | Jordan Montado                    | Jordan Montado                    | Jordan Montado                    |

#### Temporada 2017-18
En la temporada siguiente, el equipo desarrolló un buen papel en la División 2 quedando en 2.º lugar y consiguiendo ascender a la División 1, el más alto nivel en el sistema de ligas de fútbol sala de Gibraltar. Por otro lado, en la Futsal Rock Cup el club fue eliminado en primera ronda al perder por 8–2 contra Lynx.

Para la temporada 2017-18 el club contó con un equipo de 15 jugadores, de los cuales 12 fueron los mismos que terminaron la temporada 2016-17. Iain Latin y Eric Casciaro abandonaron el club y en su lugar llegaron Michael Rodriguez, Zane Holgado, Philip Navas.
| Jugadores de la temporada 2017-18 | Jugadores de la temporada 2017-18 | Jugadores de la temporada 2017-18 | Jugadores de la temporada 2017-18 | Jugadores de la temporada 2017-18 | Jugadores de la temporada 2017-18 |
| --- | --------------------------------- | --------------------------------- | --------------------------------- | --------------------------------- | --------------------------------- |
| Se muestra con (n) a los jugadores que formaron parte del plantel por primera vez, y con (s) —y tachados— a los jugadores que abandonaron el club a mitad de temporada, y con (e) a los que entraron al equipo a mitad de temporada. |                                   |                                   |                                   |                                   |                                   |
| N.º | Jugador                           | N.º                               | Jugador                           | N.º                               | Jugador                           |
| 1 | Frank Warwick (Portero)           | 9                                 | Zane Holgado (n).                 | 16                                | Roy Balestrino                    |
| 2 | Michael Rodriguez (n).            | 10                                | Karl Parody                       | 17                                | Daniel Pitaluga (s)               |
| 5 | Jaylan Desoiza                    | 11                                | Philip Navas (n)                  | 18                                | Jamie Walker                      |
| 6 | Karl Balestrino                   | 13                                | Craig Gillingwater                |                                   | Ashley Pérez (e)                  |
| 7 | Dylan Casciaro                    | 14                                | James Noguera                     |                                   | Andrew Rodriguez (e)              |
| 8 | Chris Remorino                    | 15                                | Kyle Moreno                       |                                   |                                   |
| Entrenador | Entrenador                        | Jordan Montado                    | Jordan Montado                    | Jordan Montado                    | Jordan Montado                    |

### Resumen general de las temporadas
| Temporada | Nivel | Liga       | Posición       | Copas                                                 |
| --------- | ----- | ---------- | -------------- | ----------------------------------------------------- |
| 2016-17   | 4     | División 4 | 2.º (ascendió) | Rock Cup (1.º Ronda), Copa de la División 4 (campeón) |
| 2017-18   | 2     | División 2 | 2.º (ascendió) | Rock Cup (1.º Ronda)                                  |
| 2018-19   | 1     | División 1 | 7.º            |                                                       |
| 2019-20   | 1     | División 1 | 5.º            | Capurro Cup (campeón)                                 |
| 2020-21   | 1     | División 1 | 7.º            |                                                       |
| 2021-22   | 1     | División 1 |                | Capurro Cup (campeón)                                 |

1. ↑  Campeón de plata

### Entrenadores
- Jordan Montado (2016-actualidad)

### Palmarés
| Torneo                  | Títulos | Subcampeonatos | Años en los que fue campeón | Años en los que fue subcampeón |
| ----------------------- | ------- | -------------- | --------------------------- | ------------------------------ |
| División 2 de Gibraltar | 0       | 1              |                             | 2018                           |
| División 4 de Gibraltar | 0       | 1              |                             | 2017                           |
| Copa de la División 4   | 1       |                | 2017                        |                                |
| Capurro Cup             | 2       |                | 2019, 2021                  |                                |

### Rivalidad con Sporting Gibraltar
Tras ser el primer club que enfrentó a Bavaria, en dos amistosos, y además al pelear juntos por el 2.º lugar de la División 4 2016-17, nació una pequeña rivalidad entre Bavaria y Sporting Gibraltar que fue llamada, redes sociales, derbi por parte de Bavaria.
| Partidos | Partidos         | Partidos  | Partidos           | Partidos                  | Partidos                           |
| N.º      | Equipo 1         | Resultado | Equipo 2           | Fecha                     | Torneo                             |
| -------- | ---------------- | --------- | ------------------ | ------------------------- | ---------------------------------- |
| 1        | Bavaria F. C. C. | 4 – 5     | Sporting Gibraltar | 16 de septiembre de 2016. | Amistoso                           |
| 2        | Bavaria F. C. C. | 4 – 4     | Sporting Gibraltar | 16 de septiembre de 2016. | Amistoso                           |
| 5        | Bavaria F. C. C. | 7 – 3     | Sporting Gibraltar | 20 de noviembre de 2016.  | División 4 2016-17                 |
| 6        | Bavaria F. C. C. | 8 – 3     | Sporting Gibraltar | 30 de abril de 2017.      | División 4 2016-17                 |
| 7        | Bavaria F. C. C. | 8 – 3     | Sporting Gibraltar | 3 de junio de 2017.       | Copa de la División 4, semifinales |
| 8        | Bavaria F. C. C. | 4 – 1     | Sporting Gibraltar | 4 de noviembre de 2018    | División 1 2018-19, Fase regular   |
| 9        | Bavaria F. C. C. | 6 – 4     | Sporting Gibraltar |                           | División 1 2018-19, Zona inferior  |

### Rivalidad con South United
Luego de luchar juntos por el título de la División 4 y seguidamente por el de la División 2, nació una pequeña rivalidad entre ambos clubes. Hoy en día se enfrentan en la División 1. 
| Partidos | Partidos         | Partidos  | Partidos     | Partidos                | Partidos                     |
| N.º      | Equipo 1         | Resultado | Equipo 2     | Fecha                   | Torneo                       |
| -------- | ---------------- | --------- | ------------ | ----------------------- | ---------------------------- |
| 1        | Bavaria F. C. C. | 1 – 3     | South United | 13 de noviembre de 2016 | División 4 2016-17           |
| 2        | Bavaria F. C. C. | ¿? – ¿?   | South United | 9 de abril de 2017      | División 4 2016-17           |
| 5        | Bavaria F. C. C. | 4 – 3     | South United | 11 de junio de 2017     | Copa de la División 4, Final |
| 6        | Bavaria F. C. C. | 1 – 4     | South United | 3 de diciembre de 2017  | División 2 2017-18           |
| 7        | Bavaria F. C. C. | 3 – 1     | South United | 8 de abril de 2018      | División 2 2017-18           |
| 8        | Bavaria F. C. C. | 2 – 2     | South United |                         | División 1 2018-19           |
| 9        | Bavaria F. C. C. | 2 – 3     | South United | 21 de diciembre de 2019 | División 1 2019-20           |
| -        | Bavaria F. C. C. | –         | South United | Suspendido              | División 1 2019-20           |
| 10       | Bavaria F. C. C. | 3 – 3     | South United | 18 de junio             | División 1 2020-21           |
| 11       | Bavaria F. C. C. | 5 – 6     | South United | 1 de octubre            | División 1 2021-22           |
| 12       | Bavaria F. C. C. | –         | South United |                         | División 1 2021-22           |

### The Pinks Awards
Los Premios Rosados son una serie de premios que entrega el club a los jugadores más destacados durante la temporada.
| Lista de ganadores de los premios | Lista de ganadores de los premios | Lista de ganadores de los premios | Lista de ganadores de los premios | Lista de ganadores de los premios | Lista de ganadores de los premios | Lista de ganadores de los premios |
| Año\Categoría                     | Personaje de la temporada         | Mejor gol                         | Goleador                          | Mejor jugador elegido por:        | Mejor jugador elegido por:        | Mejor jugador elegido por:        |
| Año\Categoría                     | Personaje de la temporada         | Mejor gol                         | Goleador                          | Club                              | Aficionados                       | Jugadores                         |
| --------------------------------- | --------------------------------- | --------------------------------- | --------------------------------- | --------------------------------- | --------------------------------- | --------------------------------- |
| 2017                              | James Noguera                     | Jamie Walker                      | Iain Latin (29 goles)             | Frank Warwick                     | Dylan Casciaro                    | Karl Balestrino                   |
| 2018                              | Kyle Moreno                       | Frank Warwick                     | Michael Rodriguez (13 goles)      | Karl Parody                       |                                   | Zane Holgado                      |
| 2020                              | Karim Vatvani                     | Christopher Remorino              | Jamie Walker (11)                 | Jamie Walker                      | Christopher Remorino              | Zane Holgado                      |

## Netball

### Historia
En 2017, Bavaria inició actividades en un tercer deporte, el netball. Inscribió un equipo para disputar la Segunda División de Netball de Gibraltar la cual ganó al final de la temporada 2017-18 y de esa manera logró ascender para poder disputar la Primera División de Netball de Gibraltar en la temporada 2018-19.
Antes del inicio de la temporada 2017-18, el equipo jugó un partido amistoso frente a Soho Magic, que fue el primer partido de su historia.

#### Temporada inaugural (2017-18)
Bavaria disputó la Segunda División de Netball 2017-18 junto a clubes como Soho Magic, Marbella Jets, Tommy Hilfiger, Tradewise, Dining Fifty4, Piranhas y Gibdock. Inició su participación con una victoria frente a Piranhas por 48–14. Al final de la primera rueda el club quedó en el 1.º lugar de la tabla de posiciones, y así terminó al final de la temporada; coronándose campeón y consiguiendo ascender a la Primera División de Netball de Gibraltar.
El equipo se coronó campeón luego de vencer a Soho Magic por 33–25 el 12 de abril de 2018.
| Jugadoras del primer equipo de Netball de Bavaria.                                                                      |                                                                          |
| - Amy Valverde. - R. Valverde. - M. Zammit. - Holly Greig. - J. Sanchez. - K. Bautista. - Claire Nuñez - Megan Martinez | - Jamie-Lee Prescott - N. Laguea. - C. McGrail. - N. Carauana. - M. Sene |

Al final de la temporada tres jugadoras fueron premiadas en la ceremonia Gibraltar Netball awards:
- Holly Greig: Mejor jugadora de la División 2 2017-18.
- Amy Valverde: Mejor defensora de la División 2 2017-18.
- Jamie-Lee Prescott: Mejor atacante de la División 2 2017-18.

### Resumen general de las temporadas
| Temporada | Primera División | Segunda División |
| --------- | ---------------- | ---------------- |
| 2017-18   |                  | Campeón          |
| 2018-19   |                  |                  |

### Palmarés
| Torneo           | Títulos | Subcampeonatos | Años en los que fue campeón | Años en los que fue subcampeón |
| ---------------- | ------- | -------------- | --------------------------- | ------------------------------ |
| Segunda División | 1       | 0              | 2018                        |                                |

## Baloncesto
El 29 de octubre de 2018 se anunció la adquisición de un club local de baloncesto, el Blue Stars. Con ello el club incursionó en un cuarto deporte. 
Empezó su participación en la Liga de Basketball de Gibraltar en la temporada 2018-19 en las modalidades femenina y masculina. demás jugó la Richie Buchanan.

### Equipo masculino

#### Resumen general de las temporadas
| Temporada | 1.º División | 2.º División | Copa    | Copa Richie Buchanan |
| --------- | ------------ | ------------ | ------- | -------------------- |
| 2018-19   | Campeón      |              | Campeón | Semifinalista        |
| 2020-21   | Campeón      | Campeón      |         |                      |

#### Palmarés
| Torneo            | Títulos | Subcampeonatos | Años en los que fue campeón | Años en los que fue subcampeón |
| ----------------- | ------- | -------------- | --------------------------- | ------------------------------ |
| Liga de Gibraltar | 2       | 0              | 2019, 2021                  |                                |
| 2.º División      | 1       |                | 2021                        |                                |
| Copa              | 1       |                | 2019                        |                                |

### Equipo femenino

#### Resumen general de las temporadas
| Temporada | 1.º Femenina | Copa | Copa Richie Buchanan |
| --------- | ------------ | ---- | -------------------- |
| 2018-19   |              |      | Semifinalista        |
| 2020-21   | Campeón      |      | Campeón              |

### Palmarés
| Torneo            | Títulos | Subcampeonatos | Años en los que fue campeón | Años en los que fue subcampeón |
| ----------------- | ------- | -------------- | --------------------------- | ------------------------------ |
| Liga de Gibraltar | 1       |                | 2019                        |                                |
| Richie Buchanan   | 1       |                | 2021                        |                                |

## Hockey
Bavaria hizo una alianza con Hawks HC, y en la temporada 2018-19 entró a competir en la liga femenina de hockey, y logró el título esa temporada. 

## Vóleibol
Bavaria se unió a la Liga de Vóleibol para la temporada 2020 luego de formalizar una alianza con Agones SFC. El club salió campeón es su temporada inaugural y en la temporada 2020-21. 

## Squash
En 2021, el club presentó un séptimo deporte. El club inscribió un equipo en la Segunda División de Gibraltar para competir en la temporada 2021. El equipo estaba integrado por los siguientes jugadores:
- Álex Vásquez
- Gareth Gómez
- Philip Vásquez
- Chris Hedley

Al final de la temporada 2020-21 el club ganó la Segunda División y consiguió su ascenso.

## Presidentes, proveedores y auspiciadores
| Presidentes:          | Proveedores:             | Auspiciadores:                        |
| - Jamie Bosio (2008-) | - Surridge Sport (2016-) | - O'Reillys (2013).                   |
|                       |                          | - Cars.gi (2017-).                    |
|                       |                          | - GM International Homes (2008-2020). |

## Jugadores(as) en selecciones nacionales
El 18 de enero de 2017, Karl Balestrino fue incluido en la lista de jugadores de la selección de fútbol sala de Gibraltar que viajaron para jugar dos partidos amistosos frente a la selección de fútbol sala de Suiza y que además jugaron las clasificación para la Eurcopa de fútbol sala de 2018. De esa manera se convirtió en el primer jugador de Bavaria en ser convocado por la selección nacional.
El 19 de mayo de 2017, Frank Warwick fue incluido en la lista de jugadores de la selección de fútbol de Gibraltar para un partido contra la selección de fútbol de Chipre como parte de la clasificación de UEFA para la copa mundial de fútbol de 2018.
El 22 de noviembre de 2017, Karl Balestrino, Zane Holgado y Jamie Walker fueron incluidos en la lista de jugadores de la selección de fútbol sala para jugar dos amistosos frente a la selección de fútbol sala de Irlanda.
El 9 de mayo de 2018, Holly Greig, Claire Nuñez y Megan Martínez fueron convocadas por la selección de netball de Gibraltar.
| Convocados(as) por fecha y deporte: | |
| - Karl Balestrino: 18 de enero (fútbol sala), 22 de noviembre de 2017(fútbol sala) - Frank Warwick: 19 de mayo de 2017(fútbol) - Zane Holgado: 22 de noviembre de 2017 (fútbol sala) - Jamie Walker: 22 de noviembre de 2017 (fútbol sala) | - Holly Greig: 9 de mayo (netball) - Claire Nuñez: 9 de mayo (netball) - Megan Martinez: 9 de mayo (netball) |

## Nota
1. ↑  Equipo reserva